# Gaston-Ernest Cottenest
Le commandant Cottenest, né le 26 mars 1870 à Bergues et mort le 28 septembre 1914 à Mourmelon-le-Grand en Champagne, est un militaire français.
Il commence des études de médecine lorsque son frère, lieutenant d'infanterie de marine, est tué au Tonkin.
Il s'engage dans cette arme. 
Devenu rapidement officier, il est affecté aux Zouaves, puis aux Affaires indigènes en Algérie.
En 1902, une expédition contre les tribus touareg est décidée par le capitaine Cauvet et le commandant Laperrine.
La troupe est composée de quatre-vingt-dix méharistes, chaque tribu touareg ralliée à la France devait envoyer un contingent. Ce fut le goum Cottenest, dont l'effectif fut complété à cent trente fusils par l'adjonction de quarante moghaznis, la plupart sont des Châamba d'Ouargla.
Le départ a lieu le 23 mars 1902. Le 7 mai, au village de Tit, Cottenest, attaqué par les Touareg, remporte la victoire, avec seulement trois tués et une dizaine de blessés. Les pertes des Touareg s'élèvent à quatre-vingt-treize morts et de nombreux blessés. Le chef touareg Mohammed Ag Bessa y trouve la mort.

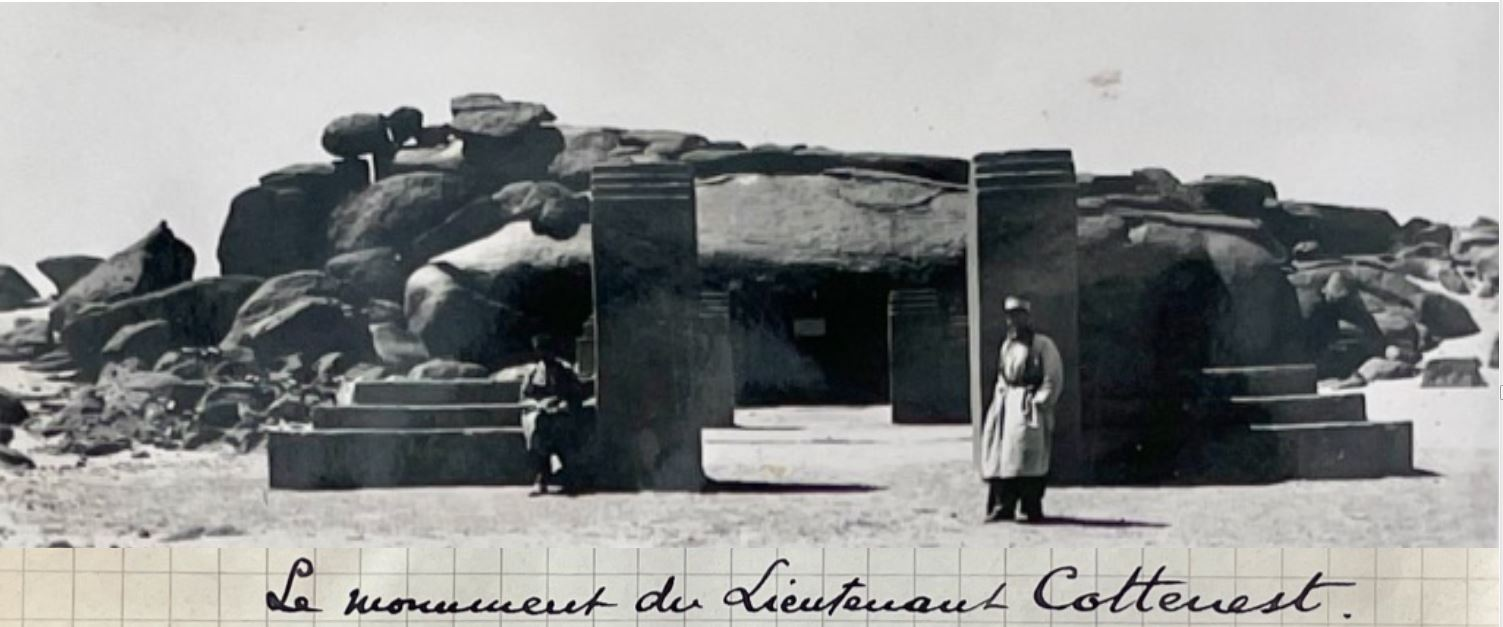
Monument du lieutenant Cottenest à Tit (photo 1938)

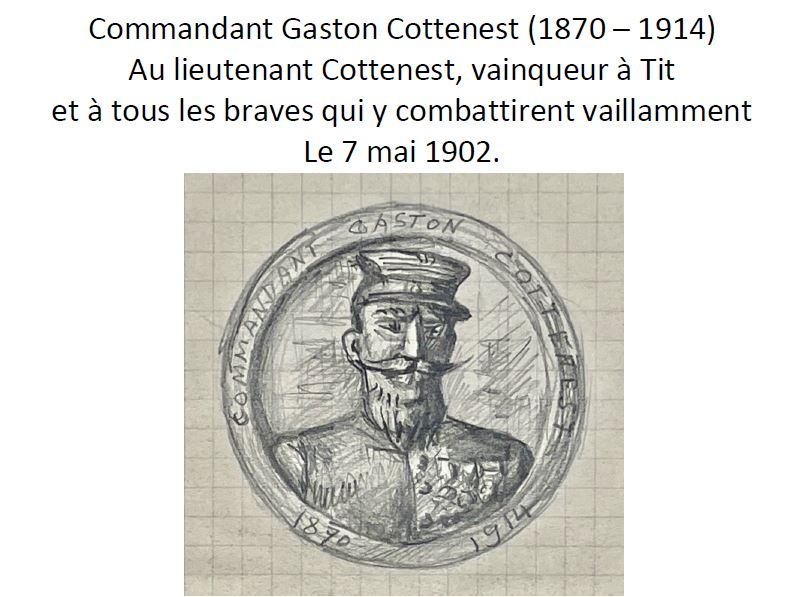
Dessin du médaillon incrusté sur le roc à l'effigie du lieutenant Cottenest (relevé en 1938)

Promu capitaine au 1er régiment de Zouaves, puis chef de bataillon, le commandant Cottenest est mort en Champagne, le 28 septembre 1914, à la tête de son bataillon. 
Le 15 janvier 1932, le gouverneur général Carde se rendit à Tit, pour inaugurer un médaillon à l'effigie de Cottenest, scellé dans le roc de la gare de Tit.